# 圣于连德科佩勒
圣于连德科佩勒（法語：Saint-Julien-de-Coppel，法語發音：[sɛ̃ ʒyljɛ̃ də kɔpɛl]）是法国多姆山省的一个市镇，属于克莱蒙费朗区。

## 地理
圣于连德科佩勒（45°41'42"N, 3°18'38"E）面积21.54 平方千米，位于法国奥弗涅-罗讷-阿尔卑斯大区多姆山省，该省份为法国中南部省份，北起阿列省接壤，东临卢瓦尔省，南至上盧瓦爾省和康塔爾省，西接科雷兹省和克勒兹省。
与圣于连德科佩勒接壤的市镇（或旧市镇、城区）包括：比永、比塞奥勒、伊塞尔托、拉普、蒙莫兰、阿列河畔圣乔治、萨莱德。
圣于连德科佩勒的时区为UTC+01:00、UTC+02:00（夏令时）。

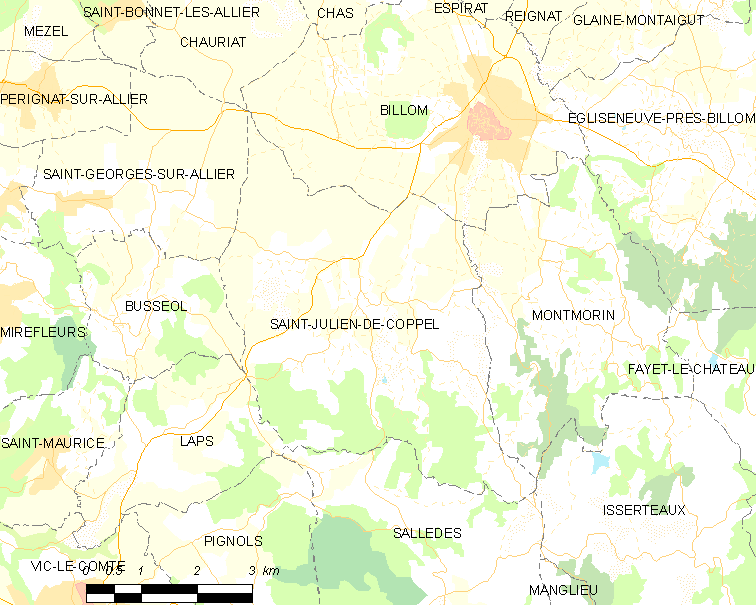
圣于连德科佩勒的OSM定位图

## 行政
圣于连德科佩勒的邮政编码为63160，INSEE市镇编码为63368。

## 政治
圣于连德科佩勒所属的省级选区为比永县。

## 人口

1962-2008年间圣于连德科佩勒人口变化图示

圣于连德科佩勒于2022年1月1日时的人口数量为1294人。